# Język malajski miasta Pontianak
Język malajski miasta Pontianak (bahasa Melayu Pontianak ) – język austronezyjski używany w prowincji Borneo Zachodnie w Indonezji, zwłaszcza w mieście Pontianak i jego okolicach. Służy jako regionalna lingua franca. Według danych z 2000 r. posługuje się nim 940 tys. osób.
Należy do grupy języków malajskich. Bywa także klasyfikowany jako dialekt języka malajskiego. Jest stosunkowo oddalony od odmian języka malajskiego używanych na wyspie Borneo, więcej cech wspólnych dzieli z dialektami z Półwyspu Malajskiego.
Jego użytkownicy władają również językiem indonezyjskim, który jest stosowany do komunikacji z innymi grupami etnicznymi. Bywa wykorzystywany na początkowym etapie edukacji. Odgrywa znaczną rolę na poziomie regionalnym (jest przyswajany przez ludność chińską i dajacką, a także przez migrantów). Jego ekspansja w różnych sferach komunikacji przyczynia się do obniżenia znaczenia języków dajackich.
Poświęcono mu opis morfologii i składni z 1986 r., sporządzony w ramach Proyek Pengembangan Bahasa Daerah.